# Lobe limbique
Le lobe limbique est une région arciforme (sous forme d'un arc) du cortex sur la partie médiane de chaque hémisphère cérébral  chez les mammifères, constitué de parties du lobe frontal, du pariétal et du lobe temporal. Le terme reste ambigu, certaines définitions incluent le gyrus sous-calleux, l'aire subcalleuse, le gyrus cingulaire, le gyrus para-hippocampique, le gyrus denté, l'hippocampe et le subiculum ; alors que la Terminologia Anatomica fait inclure également le sillon cingulaire, le gyrus cingulaire, l'isthme du gyrus cingulaire, le Gyrus fasciolaire, le gyrus para-hippocampique, le parahippocampique sillon, le gyrus denté, le sillon fimbrodenté , le fimbria de l'hippocampe, le sillon collatéral, et le rhinal sulcus, et omet l'hippocampe.

## L'histoire
Broca a nommé le lobe limbique en 1878, en l'identifiant avec le cortex cingulaire et le gyrus parahippocampique, et en l'associant avec le sens de l'odorat - Treviranus ayant précédemment noté que, entre les espèces, la taille du gyrus parahippocampique varie avec la taille du nerf olfactif. En 1937 Papez a théorisé qu"un circuit, comprenant la formation de l'hippocampe et le gyrus cingulaire constitue le support neuronal de comportement émotionnel, et de Klüver et Bucy rapporté que, chez les singes, un résection comprenant  la formation de l'hippocampe et de l'amygdale a un effet profond sur les réponses émotionnelles,. À la suite de ces publications, l'idée que l'ensemble du lobe limbique est destiné à l'olfaction a été retiré , et une connexion directe entre l'émotion et le lobe limbique a été établie.

## Galerie

Lobe limbique (indiqué en rouge) de l'hémisphère cérébral gauche.
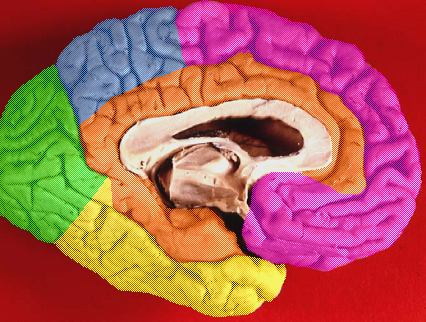
Lobe limbique (en orange) de l'hémisphère cérébral gauche.
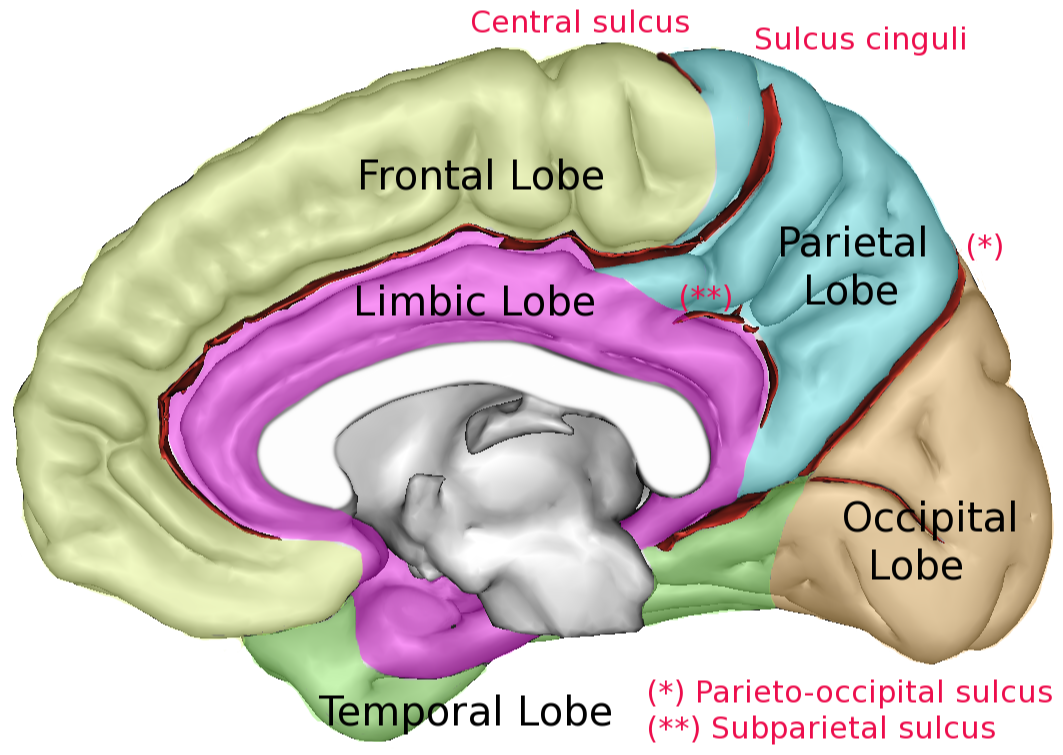
Lobe limbique (représentée en violet) de l'hémisphère cérébral droit.
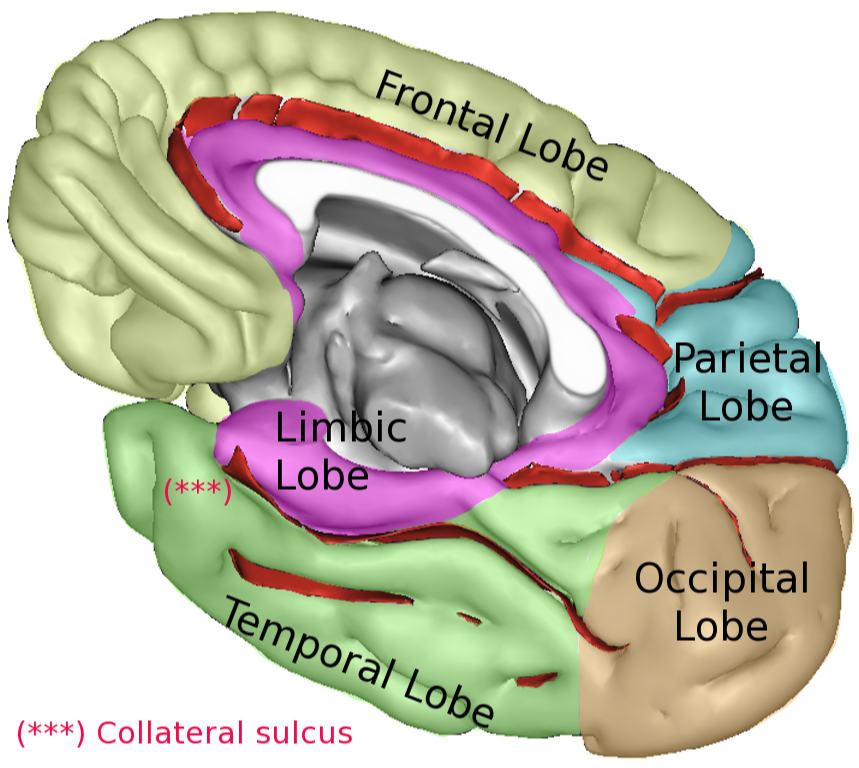
Lobe limbique (représentée en violet) de l'hémisphère cérébral droit.